# Бобровники (Сокульський повіт)
Бобровники (пол. Bobrowniki) — село в Польщі, у гміні Сокулка Сокульського повіту Підляського воєводства.
Населення — 129 осіб (2011).
У 1975-1998 роках село належало до Білостоцького воєводства.

## Демографія
Демографічна структура станом на 31 березня 2011 року:
|          | Загалом | Допрацездатний вік | Працездатний вік | Постпрацездатний вік |
| -------- | ------- | ------------------ | ---------------- | -------------------- |
| Чоловіки | 56      | 11                 | 39               | 6                    |
| Жінки    | 73      | 16                 | 39               | 18                   |
| Разом    | 129     | 27                 | 78               | 24                   |